# Montemor-o-Novo

Montemor-o-Novo est une ville et une municipalité portugaise située dans le district d'Évora, région de l'Alentejo.
Montemor-o-Novo est la ville natale de saint Jean de Dieu (1495-1550), moine franciscain fondateur d'un ordre des Frères Hospitaliers et de Benigno José Mira de Almeida Faria (*1943), écrivain portugais.

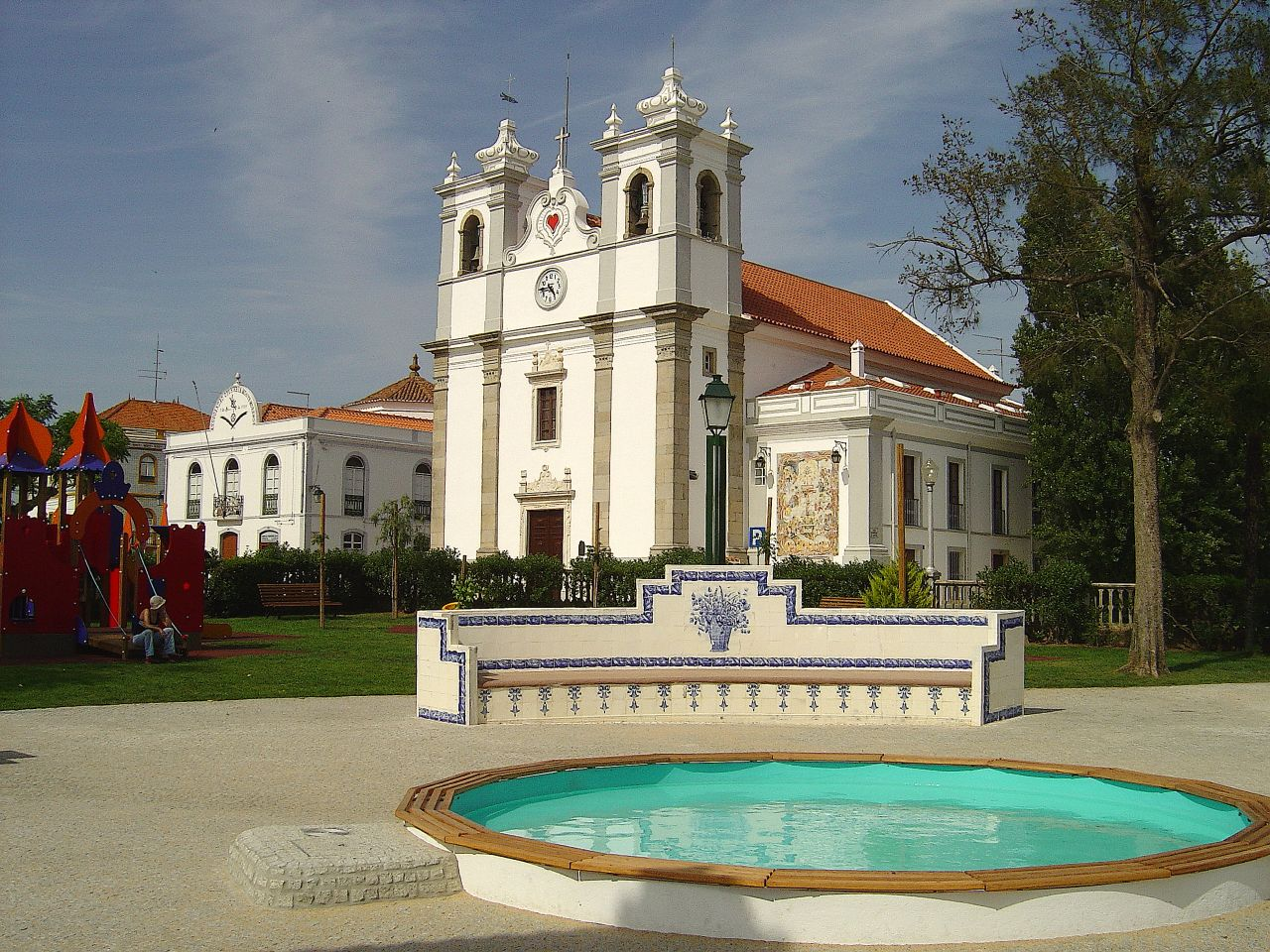
Montemor-o-Novo - Portugal